# The Simpsons: Filmen
The Simpsons: Filmen är en amerikansk animerad komedifilm från 2007, baserad på tv-serien Simpsons skapad av Matt Groening. Filmen hade premiär i Springfield, Vermont den 21 juli 2007. Världspremiären ägde rum den 26 juli 2007. Filmens manus började produceras under 2001 då röstskådespelarna skrev på ett kontrakt för långfilmen. Ett första manus var färdigt under maj 2005. Animeringen började i januari 2006 och röstinspelningarna ägde rum från juni 2006.

## Handling

### Prolog

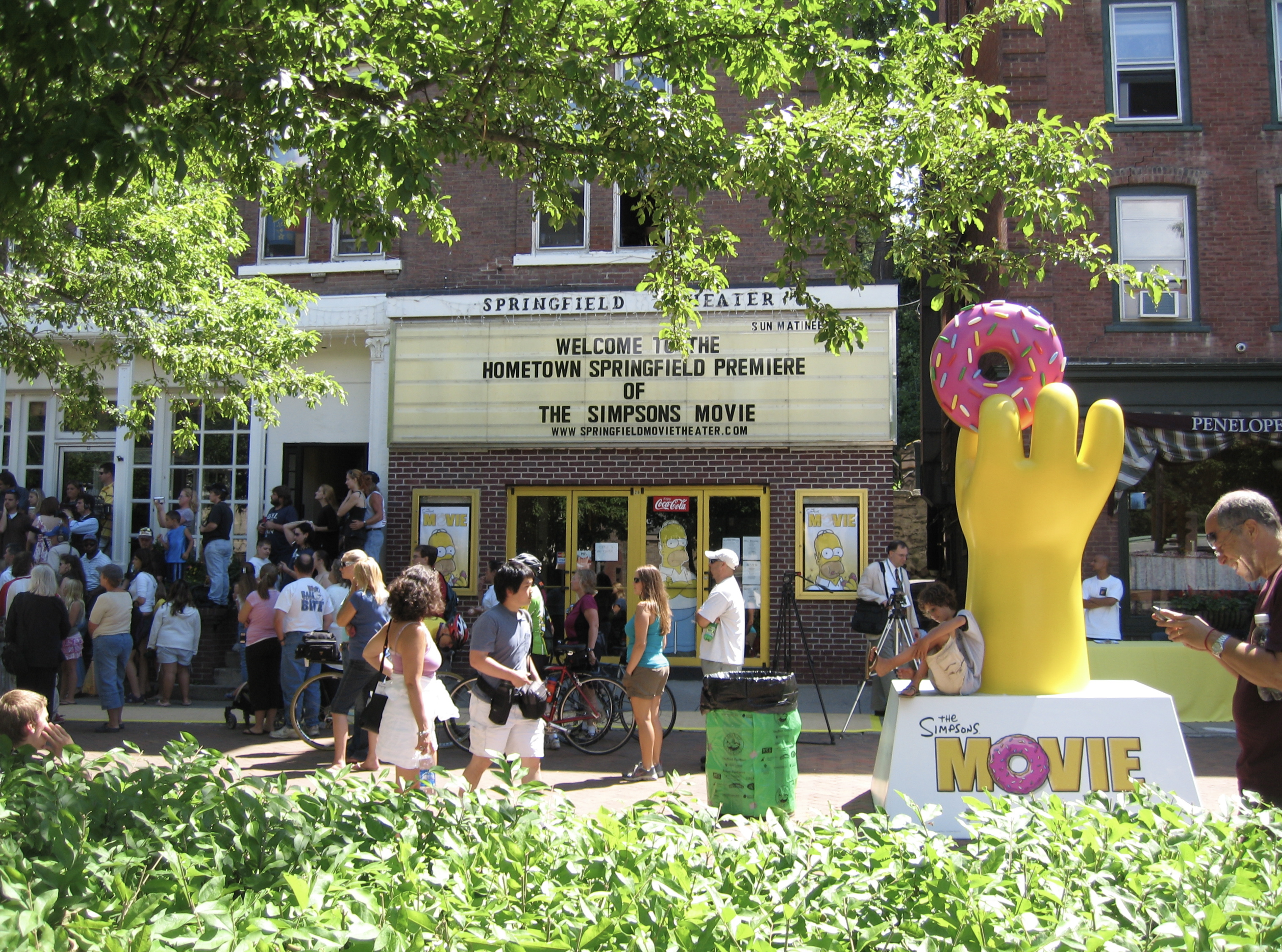
Biografen i Springfield, Vermont vid premiären av The Simpsons: Filmen (2007).

Filmen inleds med att Simpsons är på bio och ser en långfilm av Itchy & Scratchy, där Homer klagar på att familjen måste betala för en film som de kan se på tv gratis. Därefter inleds filmen med vinjetten.

### Handling
Green Day anordnar en konsert på en pråm i Springfieldsjön. De omkommer dock då föroreningarna från sjön löser upp pråmen. I kyrkan anordnas en minnesgudstjänst där Pastor Lovejoy uppmanar kyrkans besökare att tala under gudstjänsten. I kyrkan sover Abe som vaknar med en uppenbarelse och får ett anfall. Han berättar att obehagliga saker kommer att hända i staden och familjen Simpson bestämmer sig för att lämna kyrkan. På väg från kyrkan hävdar Marge att något hände med Abe, något som Homer förklarar med att det var ett vanligt pensionärsanfall. Homer går igenom en lista med uppgifter, hans första uppgift är att fixa getingboet och slukhålet. Den sista uppgiften som Homer utför är lägga om taket. Homer tar hjälp av Bart och på taket bestämmer de sig för att utmana varandra. 
Under tiden knackar Lisa på dörrar i Springfield för att berätta om föroreningarna i Springfieldsjön. Där träffar hon den miljö- och musikintresserade irländske pojken Colin. Hemma diskuterar Marge och Comic Book Guy om det som Abe sade i kyrkan. Homer bestämmer sig för att ge Bart en sista utmaning, nämligen att åka skateboard till Krusty Burger och tillbaka naken. Under utförande av utmaningen griper polisen Bart för blottning. Bart försöker förklara för polisen att Homer utmanade honom, något som han förnekar då han annars skulle få gå på en timmes föräldrakurs. Bart och Homer går in på Krusty Burger där han får ett par byxor av Ned. I restaurangen håller Krusty på att spela i en reklamfilm för en hamburgare, där det medverkar en gris med kockmössa. Då inspelningen är över förbereder man en slakt av grisen. Homer bestämmer sig för att ta med grisen hem. Hemma försöker Marge diskutera med Abe vad hans uppenbarelse i kyrkan betyder. Då Marge får reda på att Homer har skaffat en gris blir hon rädd och varnar för grisen.
Homer lyckas övertala Marge att få behålla grisen. Bart ser att Homer bryr sig mer om grisen än honom och han börjar konversera med Ned. Marge tvättar golvet från fotspår från grisen samtidigt som hon pratar med Lisa om Colin. Vid Springfieldsjön håller Ned och Bart på att fiska. Samtidigt håller Krusty på att hälla ut scenskräcksvett, Crazy Cat Lady tvättar sina katter och Moe häller ut tomma glasflaskor i sjön. Lisa ser detta och bestämmer sig för att anordna ett möte i stadshuset där hon berättar om föroreningarna i sjön där Quimby bestämmer att sjön får utsläppsförbud. Springfields invånare hjälper till att rensa sjön från skräp och man sätter en barriär runt sjön. Marge påminner Homer om visionen som Abe hade i kyrkan och hon vill att han gör av med grisens avföring, som han förvarat i en stor silo på tomten, på rätt sätt. Homer sitter i en bilkö på väg till Giftavfallsstationen då Lenny ringer honom och berättar att Lard Lad Donuts delar ut gratis donuts. Homer bestämmer sig då för att lämna bilkön och tippar istället ned silon i Springfieldsjön, vilket förvandlar sjön till en miljökatastrof.
En ekorre jagas ner till sjön och blir muterad. Ekorren tas om hand av Naturvårdsverket. Presidenten Arnold Schwarzenegger beslutar att Springfield ska isoleras från omvärlden och en gigantisk glaskupol placeras över staden. Springfields invånare försöker ta sig ut men misslyckas och Russ Cargil berättar för invånarna att staden är isolerad från omvärlden då Springfield har blivit världens mest förorenade stad. På nyheterna berättar Kent att polisen har hittat orsaken till miljökatastrofen och uppmanar tittarna att lyncha Homer. Springfields invånare beger sig med facklor till familjen Simpson och lyckas ta sig in i huset. Familjen Simpson lyckas fly till Barts trädkoja därifrån hoppar först Maggie och sen resten av familjen ner till slukhålet och hamnar på andra sidan av kupolen vilket leder till att Springfields invånare tror att familjen har hamnat i Kina och ger upp jakten. Cargil upptäcker snabbt att familjen har lyckats fly från kupolen och börja jaga dem. På Skabbhotellet lyckas Homer övertala familjen att de ska börja ett nytt liv i Alaska. Med hjälp av Lisa lyckas Homer vinna en jeep på ett tivoli, som familjen färdas i på väg till Alaska. Springfields invånare blir tokiga då staden har brist på elektricitet, böcker och kaffe.
Cargil upptäcker att invånarna försöker fly och lurar Schwarzenegger att besluta att man ska spränga bort Springfield. Familjen trivs i Alaska tills de ser en tv-reklam med Tom Hanks och förstår att Springfield ska sprängas bort för att bli en ny Grand Canyon. Alla i familjen förutom Homer vill åka tillbaka till Springfield för att rädda staden. Homer beger sig till Eski-Moe's och när han kommer hem har hans familj lämnat honom och åkt till Springfield. Homer träffar en eskimåkvinna som lär Homer finna en uppenbarelse där han förstår att han måste rädda Springfield. På tåget till Seattle avlyssnas Marge och barnen av National Security Agency och blir gripna av Cargil då de anländer till Seattle. Marge och barnen blir gasade med sömnmedel och vaknar i ett raserat Springfield där Moe har blivit Springfields kejsare. Cargil meddelar Springfields invånare att man har öppnat luftluckan på toppen av kupolen för att släppa ner en bomb som har en timer på 15 minuter. Homer lyckas lura vakterna och använder superlim för att klättra upp till toppen av glaskupolen.
Med tio minuter kvar före detonationen blir Cargil distraherad av Cletus för att resten av invånarna ska kunna passa på att fly ut genom toppen av glaskupolen. Samtidigt kommer Homer till toppen av glaskupolen och stoppar deras flykt. Homer blir arg på sig själv och råkar förkorta timern med fyra minuter och då bestämmer Bart sig för att umgås med Ned. Då polisens bombrobot misslyckas att desarmera bomben bestämmer Homer sig för att åka till toppen av kupolen och kasta ut bomben, han lyckas övertala Bart att hjälpa honom. Homer och Bart åker med motorcykel till toppen av kupolen och Bart lyckas kasta ut bomben ur kupolen med några sekunder före detonationen. Kupolen sprängs och Homer och Bart hyllas som hjältar. Vid Springfieldklyftan träffar Bart och Homer på Cargil som riktar ett vapen mot dem och planerar att skjuta dem men blir stoppad av Maggie som kastar en sten på Cargils huvud. Efteråt träffar Lisa på Colin igen och går och äter glass. Homer tar en motorcykeltur med Maggie och Marge. Bart umgås med Santa's Little Helper.
Filmen avslutas med att Springfields invånare håller på att bygga upp staden igen och Bart och Homer sitter och arbetar på taket igen.

### Epilog
I en scen mellan sluttexterna visas en bortklippt scen där Mr Burns har blivit bestulen på alla sina ägodelar och Mr Burns frågar om Smithers kan begå självmord. I en annan scen mellan sluttexterna uppmanar Tom Hanks tittarna att lämna honom ifred om man möter honom i verkligheten.
Samtidigt som sluttexten rullar ser man under ett par minuter familjen sitta i biosalong och Bart vill gå då han måste på toa, familjen stannar tills Lisa får veta att inga djur blev skadade under inspelningen. Då familjen lämnar biosalongen säger Maggie "uppföljare?". Under slutet av sluttexten kommer Jeremy och tvättar salongsgolvet samtidigt som han säger att han har gått fyra år i filmskola.

### Kuriosa
- De fyra delstaterna som gränsar till Springfield är Ohio, Nevada, Maine och Kentucky. I verkligheten ligger dessa delstater i vitt skilda delar av USA (till exempel ligger Maine i nordöst vid Atlanten och gränsar mot Kanada, medan Nevada ligger i sydväst,direkt öster om Kalifornien som ligger vid kusten mot Stilla Havet).
- Moe's Tavern heter i filmen Moe's bar.
- I kyrkan börjar Bart spela Baby Blast, något som inte uppskattas av Maggie som tar spelet ifrån Bart; i en senare scen spelar Maggie spelet.
- Ambulansen som kraschade i ett träd i avsnittet Bart the Daredevil (säsong 2 (1990), avsnitt 8) finns fortfarande kvar.
- I filmen ligger kyrkan bredvid Moe's Bar, vilket den inte gör i serien.

## Produktion

### Utveckling
Idén till en filmatisering av Simpsons har funnits sedan seriens början, seriens skapare, Matt Groening, kände att en långfilm skulle ge dem möjlighet att öka seriens skala och göra animerade sekvenser som är för komplicerade för TV-serien. Matt Groenings ursprungliga planer var att avsätta en filmen efter showens slut. Avsnittet Kamp Krusty i fjärde säsongen var ursprungligen en idé till en långfilm. Idén till en film avstannade för en lång tid då man inte tillräckligt med tid att genomföra en film.
Matt Groening har även önskat göra en Simpstasia, som en parodi på Fantasia, men det har aldrig producerats.
Före sin död har Phil Hartman sagt att han vill göra en långfilm med Troy McClure Röstskådepelarna tecknade ett kontrakt för en långfilm under 2001, och arbetet med manuset till filmen började. Producenterna var oroliga att filmen skulle få negativ verkan på serien, då man inte hade tillräckligt med personal för att fokusera på båda projekten, varför man anställde flera författare och animatörer.
Matt Groening och James L. Brooks började tillsammans med Mike Scully och Al Jean producera filmen. Därefter tog David Silverman ansvaret som regissör. David Mirkin, Mike Reiss, George Meyer, John Swartzwelder och Jon Vitti blev huvudförfattare till filmen. Ian Maxtone-Graham och Matt Selman anslöt sig senare, och även producenterna skrev delar av manuset. Sam Simon återvände inte efter att ha lämnat showen under 1993. Även Conan O'Brien och Brad Bird tillfrågades. Producenterna slöt ett avtal med Twentieth Century Fox som skulle tillåta dem att upphöra med produktionen av filmen om de ansåg att manuset inte var tillräckligt bra.
Arbetet med manuset började på allvar 2003, och de samlades i samma lokal som Matt Groening arbetade då han började med arbeta med Simpsons under 1987. De tog sex månader att skriva ett färdigt manus, och några idéer blev egna avsnitt i TV-serien. Al Jean  föreslog en idé som blev avsnittet Bonfire of the Manatees. Det fanns också idéer att filmen skulle likna The Truman Show där karaktärerna upptäckter att deras liv är en TV-show. Matt Groening accepterade dock inte idén.
Under arbetet läste Matt Groening om en stad som var tvungen att bli av med avföring från en gris som hamnat i dess vatten, och det inspirerade en del av handlingen i filmen. Idén att Ned Flanders får en viktig roll kom tidigt, då Al Jean ville se hur Bart Simpsons liv skulle vara om Ned Flanders var hans far.
Då man beslutat om den grundläggande handlingen för filmen, delades filmen in i sju avsnitt. Al Jean, Mike Scully, Mike Reiss, John Swartzwelder, Jon Vitti, David Mirkin och George Meyer skrev 25 sidor vardera, varefter de under en månad sammanfogade de sju avsnitten till ett "mycket grovt utkast". Filmens manus skrevs sedan på samma sätt som i TV-serien, där författarna sitter runt ett bord, får idéer och försöker få varandra att skratta. Manuset genomgick sedan över 100 revisioner. En idé om att göra filmen till en musikal förkastades inom kort.

### Animation
Animeringen till filmen började i januari 2006, med Itchy & Scratchy-scenen som även är den första scenen i handlingen. Matt Groening planerade göra live-action eller en dator-genererade film, och kallar filmens animering för "avsiktligt ofullständigt" och en hyllning till traditionell animering.
Filmen produceras i en widescreen och formatet Cinemascope för att skilja anmeringen från tv-serien, filmen färgades med den största mängd färge som animatörerna någonsin har haft tillgång till. En hel del av animeringen producerades på Wacom Cintiq, vilket gjorde att bilder scannades direkt in på en datorskärm för att underlätta produktionen. Produktionen skedde på fyra studior runt om i världen, Film Roman i Burbank, Kalifornien, Rough Draft Studios i Glendale, Kalifornien och AKOM samt hos Rough Draft's enhet i Seoul, Sydkorea, Precis som i TV-serien, så gjordes storyboard, karaktärerna, bakgrunden och grundanimeringen i USA. Medan studiorna utomlands slutförde den traditionellera animeringen, tweening samt färgsättning. Regissören David Silverman har sagt att till skillnad från TV-serien där "du kan välja och vraka", gav filmen dem möjligheten att "slösa uppmärksamhet på varenda scen", som exempel har de teckningarna skuggor, till skillnad från i showen. Mike B. Anderson, Lauren MacMullan, Rich Moore och Steven Dean Moore hade hand omkring en fjädel var av anmering under David Silvermans övervakande, med flera andra animatörer som arbetar på de mindre scenerna.

### Skådespelare
För att få inspiration för scener med rollfigurer i filmen, tillbringade produktionspersonalen en lång tid till att titta på en affisch som innehöll mer än 320 rollfigurer från TV-serien.. Enligt Matt Groening var målet att inkludera alla dessa karaktär i filmen, med enbart 98 medverkade,. Medverkar som röster gör TV-seriens regelbundna röstskådespelare, Dan Castellaneta, Julie Kavner, Nancy Cartwright, Yeardley Smith, Hank Azaria och Harry Shearer, samt "supporting cast" skådespelarna Tress MacNeille, Pamela Hayden, Maggie Roswell, Russi Taylor och Karl Wiedergott. De återkommande gästskådespelarna Marcia Wallace, Joe Mantegna samt Albert Brooks medverkade också.. Albert Brooks medverkade efter önskemål från han själv och under en vecka fanns det planer att hans karaktär "Hank Scorpio" skulle medverka.
Den första av tre bords läsningar gjordes under maj 2005, man började och spela in rösterna vid ett tillfälle varje vecka från juni 2006 till slutet av produktionen under ledning av James L. Brooks. Dan Castellaneta har påvisat att inspelningarna varit mer krävande än TV-serien och innehåll mera dramatiska känslor. En scen med Julie Kavner spelades in över hundra gånger.
Författarna skrev scenen med konserten utan ett specifikt band i åtanke. Green Day valdes till den rollen efter egen begäran. Tom Hanks spelar också sig själv i filmen och accepterade erbjudandet efter bara ett telefonsamtal. Alla älskar Raymond skaparen Philip Rosenthal ger faderns röst i reklamfilmen med Tom Hanks. Flera gästskådespel var planerade och flera spelades även in som Minnie Driver som en nedlåtande rådgivare för klagomål, Edward Norton spelade in den del där en man blev krossad av kupolen men ersättas av Dan Castellaneta. Isla Fisher och Erin Brockovich skulle också medverka liksom Kelsey Grammer som skulle spela Sideshow Bob. Johnny Knoxville spelade också in röstrepliker. I filmen medverkar också Arnold Schwarzenegger som USA:s president i filmen i stället för den George W. Bush, rösten görs emot av Harry Shearer. Animatörerna började med att riktig en karikatyr av Arnold Schwarzenegger, men ersattes med samma utseende som Rainier Wolfcastle, men med mer rynkor under ögonen och en annorlunda frisyr.

## Lansering

### Release
Releasedatumet presenterades den 1 april 2006 De första länderna som visade filmen var Australien och Storbritannien. Inför premiär anordnades en tävling bland 16 städer med namnet Springfield om att få anordna världspremiären. Städerna fick producera en film där de berättade om varför de skulle anordna världspremiären, därefter ägde en omröstning på USA Todays webbplats. Den 10 juli 2007 presenterades vinnaren som Springfield, Vermont där filmen visades 21 juli 2007.
I USA premiärdagen inbringande filmen en inkomst på $30 758 269 vilket gjorde att filmen hamande på plats 22 i listan över de mest inkomstbringande filmerna på premiärdagen. Under den första veckan inbringadne filmen en inkomst på $74 036 787 och visades 5 500 gånger på 3 922 biografer. Filmen sista visning ägde rum 20 december 2008 med en inkomst i USA på $183 135 014 och över hela världen på $527 068 706.

### DVD-release
Filmen släpptes på DVD och blu-ray den 3 december 2007, och den 18 december 2007 i USA. Inför releasen i USA färgades toppen av Empire State Building, gul. Under den första försäljningsveckan i USA hamnade filmen på första plats på topplistan och såldes för 11 800 000 dollar.
DVD och blu-ray utgåvans ljud- och textningsspråk varierar beroende på utgivarland. Samtliga utgåvor innehåller sex bortklippta scener, monolog i The Tonight Show med Homer, familjens medverkande i American Idol samt en del trailers för filmen. På skivan återfinns kommentarer av Al Jean, Dan Castellaneta, David Silverman, Matt Groening, Mike Anderson, Mike Scully, Jim Brooks, Richard Sakai, Rich Moore och Steven Dean Moore samt Yeardley Smith.

### Soundtrack
The Simpsons Movie: The Music är musikalbumet från filmen. De flesta låtarna är komponerade av Hans Zimmer och soundtracken släpptes på cd och download den 31 juli 2007. The Simpsons Theme från filmen framförd av Green Day har även släppts som download men medföljer ej på soundtrackalbumet. Låten Spider Pig återfinns även som singel. På filmen medverkar även låtarna Also Sprach Zarathustra, American Idiot, Carousel Ride, Hail to the Chief, Happy Together, Nearer, my God, to Thee, Springfield Anthem och (They Long To Be) Close to you.

## Skådespelare i originalversionen
| Dan Castellaneta       | Homer Simpson, Abraham Simpson, Barney Gumble, Björn, Borgmästarens assistent, Ekorre, Jeremy Peterson, Joe Quimby, Krusty, Kyssande polisman, Mr. Teeny, Man i telefon, Manlig medarbetare på EPA, NSA-personal, Officer, Panikmannen, Santa's Little Helper, Scenarbetare, Sideshow Mel               |
| Julie Kavner           | Marge Simpson |
| Nancy Cartwright       | Bart Simpson, Maggie Simpson, Dotter i tv-reklam, Kvinna i telefon, Nelson Muntz, Ralph Wiggum, Todd Flanders |
| Yeardley Smith         | Lisa Simpson |
| Albert Brooks          | Russ Cargill |
| Billie Joe Armstrong   | Green Day |
| Frank Edwin Wright III | Green Day |
| Hank Azaria            | Apu Nahasapeemapetilon, Bombrobot, Bumblebee Man, Carl Carlson, Clancy Wiggum, Cletus Spuckler, Comic Book Guy, Drederick Tatum, Lou, Horatio McCallister, Kyssande polisman, Manlig arbetare på EPA, Moe Szyslak, Nedräkningsröst, Nick Riviera, Passagerare från EPA, Professor Frink, Tivoliarbetare |
| Harry Shearer          | Arnold Schwarzenegger, Julius Hibbert, Kang, Kent Brockman, Kupolvakt, Lenny Leonard, Mr Burns, Ned Flanders, Otto Mann, Pastor Lovejoy, Scratchy, Seymour Skinner, Skull, Tullarbetare, Vakt, Waylon Smithers                                                                                          |
| Joe Mantegna           | Fat Tony |
| Karl Wiedergott        | Fordonsförare på EPA, Namnlös man |
| Maggie Roswell         | Helen Lovejoy |
| Marcia Wallace         | Edna Krabappel |
| Michael Pritchard      | Green Day |
| Pamela Hayden          | Milhouse van Houten, Rod Flanders |
| Russi Taylor           | Martin Prince |
| Phil Rosenthal         | Pappa i tv-reklam |
| Tom Hanks              | Tom Hanks |
| Tress MacNeille        | Agnes Skinner, Cookie Kwan, Colin, Crazy Cat Lady, GPS-röst, Gris, Kvinnlig arbetare på EPA, Lindsey Naegle, Medicinkvinna, Mrs. Muntz, Son i tv-reklam, Sweet old lady |

## Svenska röster
- Anders Byström - Homer Simpson, Grandpa Simpson, Mayor Quimby, Fat Tony
- Gunilla Orvelius - Marge Simpson
- Annica Smedius - Bart Simpson, Nelson Muntz, Lindsay Neagle
- Jenny Wåhlander - Lisa Simpson, Maggie Simpson
- Johan Lindqvist - Ned Flanders
- Robin Bivefors - Collin
- Peter Kjellström - Moe, Krusty the Clown, Waylon Smithers, Reverend Lovejoy
- Johan Svensson - Medlem i Green Day
- Anders Öjebo - Presidenten, Mr. Burns
- Linus Lindman - Comic Book Guy, Squeaky Voiced Teen, Barney Grumble
- Roger Storm - Russ Cargill, Tom Hanks
- Mia Kihl - Millhouse van Routen, Rodd Flanders, Todd Flanders, Martin Prince, Ralph Wiggum
- Christian Fex - Clancy Wiggum, Carl Carlson, Kent Brochman
- Åsa Jonsson - Helen Lovejoy
- Johan Wilhelmsson - Medlem i Green Day
- Christian Jernbro - Itchy, Scratchy
- Jan Kenneth Rönning - Körssång
- Övriga röster - Johan Spånbo, Gunilla Eriksson, Daniel Bergfalk, Maria Ljungberg, Andreas Eriksson, Christian Jernbro, Johan Wilhemsson, Peter Kjellström, Christian Fex, Anders Byström, Linus Lindman, Åsa Jonsson

## Nomineringar och priser
Filmen har blivit nominerad till flera galor bland annat fyra gånger till Annie Award och en Golden Globe. Filmen har vunnit två priser, National Movie Award och BAFTA Award.
| År   | Pris                                               | Resultat  | Kategori |
| ---- | -------------------------------------------------- | --------- | --- |
| 2008 | Academy of Science Fiction, Fantasy & Horror Films | Nominerad | Best Animated Film |
| 2008 | Annie Awards                                       | Nominerad | Best Animated Feature |
| 2008 | Annie Awards                                       | Nominerad | Best Directing in an Animated Feature Production: David Silverman |
| 2008 | Annie Awards                                       | Nominerad | Best Voice Acting in an Animated Feature Production: Julie Kavner |
| 2008 | Annie Awards                                       | Nominerad | Best Writing in an Animated Feature Production: James L. Brooks, Matt Groening, Al Jean, Ian Maxtone-Graham, George Meyer, David Mirkin, Mike Reiss, Mike Scully, Matt Selman, John Swartzwelder, Jon Vitti                                                                                              |
| 2008 | BAFTA Awards                                       | Nominerad | Best Animated Film: David Silverman |
| 2007 | BAFTA Awards                                       | Vinnare   | Kids' Vote |
| 2008 | Broadcast Film Critics Association Awards          | Nominerad | Best Animated Feature |
| 2008 | Chicago Film Critics Association Awards            | Nominerad | Best Animated Feature |
| 2008 | Golden Globes, USA                                 | Nominerad | Best Animated Film |
| 2008 | Kids' Choice Awards, USA                           | Nominerad | Favorite Animated Movie |
| 2007 | MTV Movie Awards                                   | Nominerad | Best Summer Movie You Haven't Seen Yet |
| 2008 | Motion Picture Sound Editors, USA                  | Nominerad | Best Sound Editing - SFX, Foley, Dialogue & ADR for Feature Film Animation: Gwendolyn Yates, Randy Thom, Christopher Scarabosio, Sue Fox, Cheryl Nardi, Al Nelson, Robert Shoup, Luke Dunn Gielmuda, Shannon Mills, Tom Myers, Erik Foreman, Scott Guitteau, Kent Sparling, Chuck Michael, Daniel Pinder |
| 2007 | National Movie Awards, UK                          | Vinnare   | Best Animation |
| 2008 | Online Film Critics Society Awards                 | Nominerad | Best Animation |
| 2008 | PGA Awards                                         | Nominerad | Animated Theatrical Motion Pictures: James L. Brooks, Matt Groening, Al Jean, Richard Sakai, Mike Scully |
| 2008 | People's Choice Awards, USA                        | Nominerad | Favorite Movie Comedy |
| 2007 | Satellite Awards                                   | Nominerad | Best Motion Picture, Animated or Mixed Media |
| 2007 | Teen Choice Awards                                 | Nominerad | Choice Summer Movie - Comedy/Musical |